# FK Ústí nad Labem
FK Ústí nad Labem – czeski klub piłkarski mający swoją siedzibę w Ústí nad Labem. Aktualnie występuje w rozgrywkach czeskiej Fotbalova národní liga.

## Historyczne nazwy
- 1945 - SK Ústí nad Labem
- 1947 - SK Slavia Ústí nad Labem
- 1949 - Sokol Armaturka Ústí nad Labem
- 1950 - ZSJ Armaturka Ústí nad Labem
- 1953 - DSO Spartak Ústí nad Labem
- 1962 - TJ Spartak Ústí nad Labem
- 1977 - TJ Spartak Armaturka Ústí nad Labem
- 1983 - TJ Spartak PS Ústí nad Labem
- 1984 - TJ Spartak VHJ PS Ústí nad Labem
- 1991 - FK Armaturka Ústí nad Labem
- 1994 - FK GGS Arma Ústí nad Labem
- 1999 - Fuzja z  FK NRC Všebořice
- 2001 - MFK Ústí nad Labem
- 2006 - FK Ústí nad Labem

## Skład na sezon 2010/2011
| Nr | Poz. | Piłkarz         |
| -- | ---- | --------------- |
| 1  | BR   | Antonín Buček   |
| 2  | PO   | Jan Martykán    |
| 3  | OB   | Jan Polák       |
| 4  | OB   | Pavel Džuban    |
| 5  | OB   | Michal Valenta  |
| 6  | OB   | Milan Zachariáš |
| 7  | PO   | Michal Doležal  |
| 8  | NA   | Miloš Gibala    |
| 9  | PO   | Jan Franc       |
| 10 | NA   | Dominik Kraut   |

| Nr | Poz. | Piłkarz          |
| -- | ---- | ---------------- |
| 11 | PO   | Zdeněk Volek     |
| 12 | PO   | Vít Vrtělka      |
| 13 | NA   | Tomáš Krbeček    |
| 14 | OB   | Tomáš Janů       |
| 15 | OB   | Lukáš Dvořák     |
| 16 | NA   | Martin Jindráček |
| 17 | PO   | Ladislav Benčík  |
| 18 | OB   | Alois Hyčka      |
| 19 | NA   | Richard Veverka  |
| 20 | BR   | Radim Novák      |